# Regional Science and Urban Economics
Regional Science and Urban Economics ist eine zweimonatlich erscheinende  wissenschaftliche Zeitschrift zu volkswirtschaftlichen Themen. Ihr Schwerpunkt liegt auf mikroökonomischen Analysen der Regionalwissenschaft und der Neuen Ökonomischen Geographie. Sie wird seit 1970 vom niederländischen Verlagshaus Elsevier mit zunächst vier, später sechs Ausgaben pro Jahr verlegt.

## Redaktion
Die Redaktion wird gemeinsam vom Daniel P. McMillen, Yves Zenou und Giovanni Peri geleitet. Laurent Gobillon und Matthew E. Kahn und Zaifu Yang sind Ko-Redakteure. Zusätzlich gibt es noch eine große Anzahl assoziierter Redakteure.

## Rezeption
Combes und Linnemer sortieren das Journal mit Rang 69 von 600 wirtschaftswissenschaftlichen Zeitschriften in die drittbeste Kategorie A ein.